# عذام
عُذَّام (الاسم العلمي: Cunonia)، هو جنس شجيرات وأشجار من فصيلة العذاميات. للجنس توزيع منفصل، حيث يوجد 24 نوعًا مستوطن في كاليدونيا الجديدة في المحيط الهادئ، ونوع واحد (عذام رأس الرجاء) في جنوب إفريقيا. أوراقها متقابلة، بسيطة أو ريشية مع حافة مسننة كليا. غالبًا ما تكون الأذنة الزائدة بين السويقات واضحة وعادًة ما تحيط بها البراعم لتي تشكل شكل يشبه الملعقة (ومن هنا جاء الاسم الشائع «شجرة ملعقة الزبدة» لعذام رأس الرجاء). الزهور ثنائية الجنس، بيضاء، حمراء (وردية إلى أرجوانية)، أو خضراء، مرتبة في عناقيد. ثمرتها كبسولية تفتح أولاً حول القاعدة ثم رأسياً، بذورها مجنحة

## قائمة الأنواع
جنوب إفريقيا
- عذام رأس الرجاء قالب:Au[3]

كاليدونيا الجديدة
- Cunonia × alticola قالب:Au
- Cunonia aoupiniensis قالب:Au
- Cunonia atrorubens قالب:Au
- Cunonia austrocaledonica قالب:Au
- Cunonia balansae قالب:Au
- Cunonia bopopensis قالب:Au
- Cunonia bullata قالب:Au
- Cunonia cerifera قالب:Au
- Cunonia deplanchei قالب:Au
- Cunonia dickisonii قالب:Au
- Cunonia × koghicola قالب:Au
- Cunonia lenormandii قالب:Au
- Cunonia linearisepala قالب:Au
- Cunonia macrophylla قالب:Au
- Cunonia montana قالب:Au
- Cunonia pseudoverticillata قالب:Au
- Cunonia pterophylla قالب:Au
- Cunonia pulchella قالب:Au
- Cunonia purpurea قالب:Au
- Cunonia rotundifolia قالب:Au
- Cunonia rupicola قالب:Au
- Cunonia schinziana قالب:Au
- Cunonia varijuga قالب:Au
- Cunonia vieillardii قالب:Au